# Ruta 142 (Costa Rica)
La Ruta 142, oficialmente Ruta Nacional Secundaria 142, es una ruta nacional de Costa Rica ubicada en las provincias de Alajuela y Guanacaste.

## Descripción
En la provincia de Alajuela, la ruta atraviesa el cantón de San Carlos (el distrito de  La Fortuna).
En la provincia de Guanacaste, la ruta atraviesa el cantón de Cañas (el distrito de Cañas), el cantón de Tilarán (los distritos de Tilarán, Santa Rosa, Tierras Morenas, Arenal).